# Skridskopaviljongen

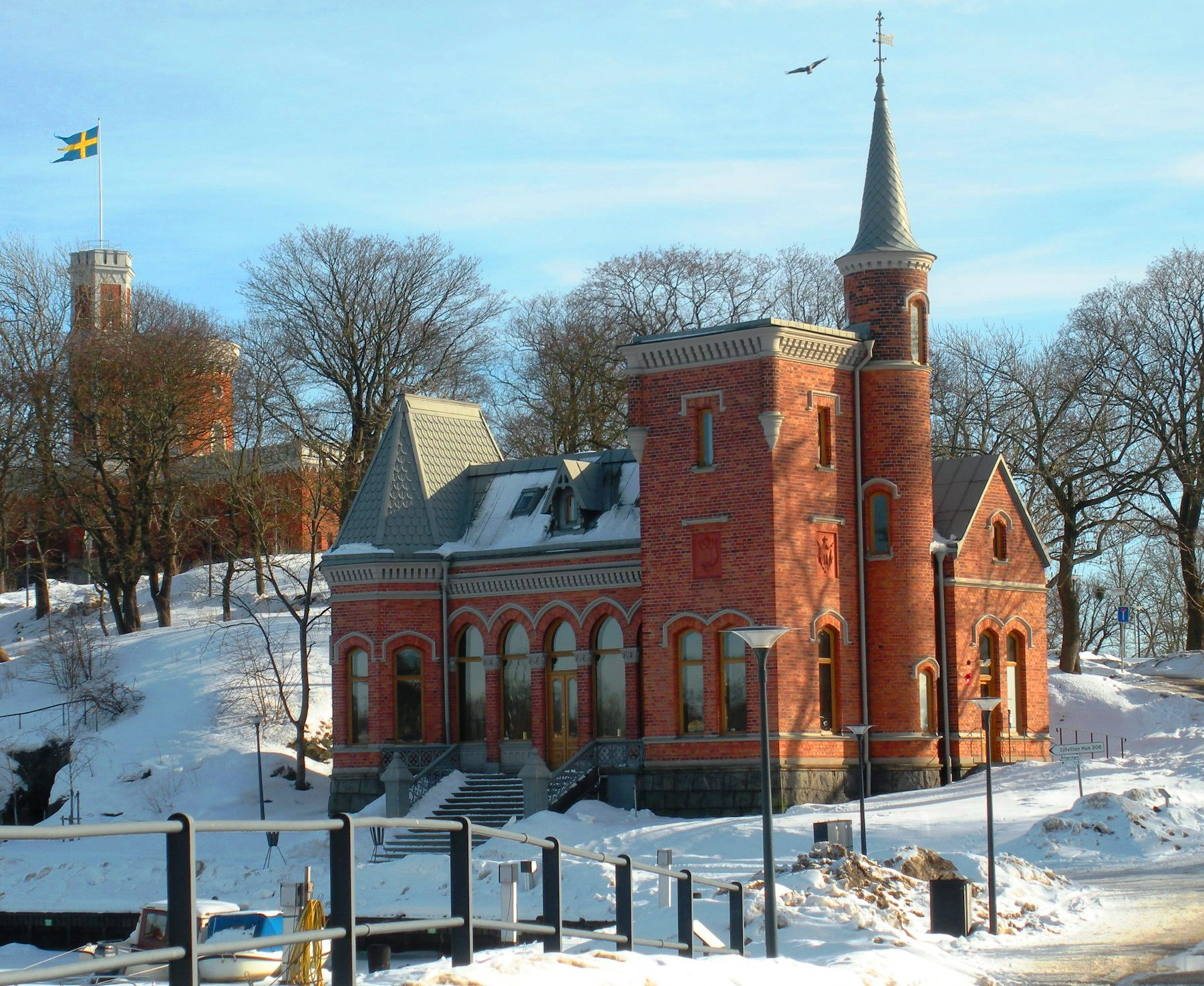
Skridskopaviljongen.

Skridskopaviljongen (har även kallats Kungliga skridsko- och roddklubbens paviljong) är en tegelbyggnad på Kastellholmen i Stockholm och är ett statligt ägt byggnadsminne sedan 1993. Huset uppfördes 1882 av Kungliga Skridskoklubben (samma år som klubben grundades av Oscar II) och Kungliga Svenska Segelsällskapet och arkitekt (tillskriven) var Adolf Emil Melander. Paviljongen var i slutet av sekelskiftet en mycket populär mötesplats för den unga societeten.   
Huset är en liten historieromantiserande borg i rött tegel och skiffertak, med ett kärntorn och en tourell samt ett hörntorn. På fasaden är även två vapenmedaljonger inlemmade. Den ena är Oscar II:s medaljong sammanflätad med SSS för det kungliga segelsällskapet, KSSS som höll till där under somrarna medan i drottning Sofia av Nassaus monogram hänger ett par skridskor. Interiört finns intakta takmålningar bevarade sedan byggnadstiden.
Under våren och sommaren 2007 renoverades byggnaden.
Idag driver Nobis-koncernen restaurang- och konferensverksamhet i lokalen.